# Emmy Internacional 2013
A 41.ª cerimônia de entrega dos International Emmys (ou Emmy Internacional 2013) aconteceu no dia 25 de novembro de 2013, no Hilton Hotel em Nova Iorque, Estados Unidos, e teve como apresentador o ator John Oliver.
O Emmy Internacional 2013, premiou uma maior variedade de países, após ter sido dominado por produções britânicas nas edições recentes.

## Cerimônia

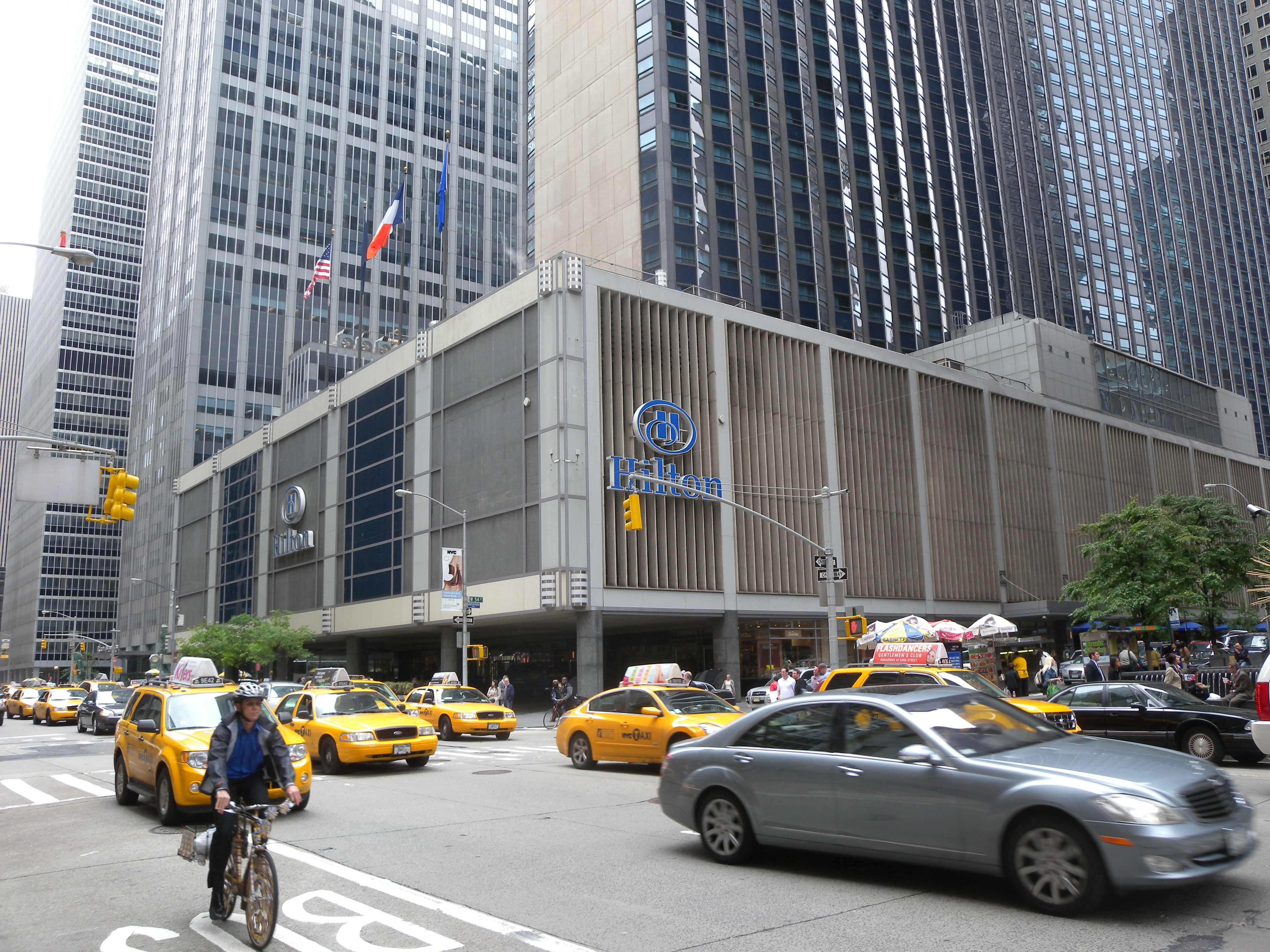
O New York Hilton Hotel localizado na Sexta Avenida, 1335 em Manhattan, o local da cerimônia de entrega do Emmy Internacional.

A Academia Internacional das Artes e Ciências Televisivas anunciou a lista dos nomeados ao Emmy Internacional em 7 de outubro de 2013. Os finalistas ao prêmio foram anunciados em Cannes, na feira MipCom. Esta é uma premiação para a qual concorrem séries, minisséries e programas em geral produzidos em outros países.
"A cada ano, a comunidade global de televisão concorre ao Emmy, o mais prestigiado de todos os prêmios de mídia, e felicitamos os nomeados 2013 por seus excelentes programas e performances." disse Bruce L. Paisner, presidente e diretor executivo da International Academy of Television Arts & Sciences, em comunicado.
36 programas de 19 países foram indicados ao 41st International Emmy Awards, concorriam: Angola, Austrália, Bélgica, Brasil, Canadá, China, Colômbia, França, Alemanha, Israel, Japão, México, África do Sul, Coreia do Sul, Suécia, Nova Zelândia, Filipinas, Reino Unido e Uruguai. Com 6 indicações, a Rede Globo do Brasil empatou em número com o Reino Unido, enquanto que Angola recebeu sua primeira nomeação aos prêmios Internacional Emmy, na categoria telenovela, por Windeck.
Entre as séries cômicas, Como Aproveitar o Fim do Mundo (Globo) disputou o prêmio com Moone Boy, série criada e estrelada por Chris O'Dowd, a francesa WorkinGirls, que fala sobre a rotina de cinco mulheres que trabalham fora, e a parodia satírica Late Nite News with Loyiso Gola. Na categoria drama, a série francesa Les Revenants disputou o prêmio com a britânica Accused, e com a minissérie brasileira O Brado Retumbante, na mesma categoria estava a filipina Maalaala Mo Kaya, série que narra uma história diferente a cada episódio, apresentando situações sobre relacionamentos inspiradas em casos reais vividos por pessoas comuns ou celebridades.
A produção japonesa Haven’s Ark, disputou o prêmio na categoria telefilme ou minisséries, com a britânica Secret State, ao lado de SOMOS, série uruguaia que adapta contos e romances de escritores uruguaios a cada episódio, já a alemã A Day For a Miracle é um telefilme sobre um cirurgião arrogante e ambicioso que trabalha na Áustria, onde ele precisa fazer uma difícil escolha: tratar de um importante político ou salvar a vida de uma menina.
Os indicados na categoria melhor performance por um ator foram: Shinichi Tsutsumi, Heino Ferch, Marcos Palmeira e Sean Bean, entre as atrizes, disputavam o troféu a chinesa Li Sun, a inglêsa Sheridan Smith, a sueca Lotta Tejle e a brasileira indicada ao Oscar, Fernanda Montenegro.
Durante a cerimônia, a Academia Internacional homenageou o produtor e diretor J. J. Abrams com o International Emmy Founders Award por sua carreira na televisão e a alemã Anke Schäferkordt, Co-CEO do RTL Group e CEO da RTL Alemanha, com o Emmy Internacional de Direção.

### Apresentadores
O seguinte indivíduo foi escolhido para ser anfitrião da cerimônia:
- John Oliver

Os seguintes indivíduos foram escolhidos para entregar os prêmios:
| Apresentadores                      | Categoria                                     |
| ----------------------------------- | --------------------------------------------- |
| Sarita Choudhury                    | Melhor Programa Artístico                     |
| Taryn Manning e Jackie Cruz         | Melhor Ator                                   |
| Steve Guttenberg                    | Melhor Atriz                                  |
| Cathleen Rouleau e Anthony Kavanagh | Melhor Comédia                                |
| Kate Bolduan                        | Melhor Documentário                           |
| Michael K. Williams                 | Melhor Série Dramática                        |
| Amanda Righetti e Cauã Reymond      | Melhor Programa de Entretenimento sem Roteiro |
| Jeffrey Tambor                      | Melhor Telenovela                             |
| Giancarlo Esposito e Jim Caviezel   | Melhor Telefilme/Minissérie                   |
| Zachary Quinto                      | Emmy Founders Award                           |
| Wladimir Klitschko                  | Emmy Directorate Award                        |

## Vencedores e nomeados
| Melhor Ator | Melhor Atriz |
| --- | --- |
| - Sean Bean em Accused - Reino Unido (BBC One) - Heino Ferch em Anatomy of Revenge - Alemanha (ZDF) - Marcos Palmeira em Mandrake - Brasil (HBO Latin America) - Shinichi Tsutsumi em Yasu - A Single Father's Story'' - Japão (NHK) | - Fernanda Montenegro em Doce de Mãe - Brasil (Rede Globo/Casa de Cinema) - Sheridan Smith em Mrs Biggs - Reino Unido (ITV) - Lotta Tejle em 30 Degrees In February - Suécia (SVT) - Sun Li em Empresses in the Palace - China (Beijing TV Art Center) |
| Melhor Telenovela | Melhor Série Dramática |
| - Lado a Lado - Brasil (Rede Globo) - Avenida Brasil - Brasil (Rede Globo) - Windeck - Angola (Semba Comunicação) - 30 vies - Canada (Aetios Productions)                                                                            | - Les Revenants - França (Canal+) - Maalaala Mo Kaya - Filipinas (ABS-CBN) - O Brado Retumbante - Brasil (Rede Globo) - Accused - Reino Unido (BBC One)                                                                                                |
| Melhor Filme para TV ou Minissérie | Melhor Programa Artístico |
| - A Day for a Miracle - Alemanha (ZDF) - Somos - Uruguai (Canal 10) - Secret State - Reino Unido (Channel 4) - Heaven's Ark - Japão (WOWOW)                                                                                          | - Hello?! Orchestra - Coreia do Sul (MBC) - Freddie Mercury: The Great Pretender - Reino Unido (BBC) - Soundtrack - Bélgica (Geronimo BVBA) - Miradas Múltiplas – La Máquina Loca - México (Teveunam)                                                  |
| Melhor Série de Comédia | Melhor Documentário |
| - Moone Boy - Reino Unido (Sky1) - WorkinGirls - França (Canal+) - Late Nite News with Loyiso Gola - África do Sul (eNCA) - Como Aproveitar o Fim do Mundo - Brasil (Rede Globo)                                                     | - 5 Broken Cameras - França (France Télévisions) - The Golden Hour - Nova Zelândia (TVNZ) - My Mother, Lady Bondong - Coreia do Sul (MBC) - 5 de mayo: Un día de gloria - México (Discovery Channel)                                                   |
| Melhor Programa de Entretenimento sem Roteiro | |
| - Go Back to Where You Came From - Australia (SBS) - MasterChef - África do Sul (M-Net) - Dear Neighbors, Help our Daughter Find Love - Israel (Keshet Broadcasting) - Reto al Chef - Colômbia (Fox Telecolombia)                    | |